# Синглтон, Дональд Рашаад
Дональд Рашаад Синглтон (англ. Donald Rashaad Singleton; род. 22 мая 1987, Сент-Мэрис, Джорджия, США) — американский профессиональный баскетболист, играющий на позиции центрового.

## Карьера
Синглтон окончил Университет Джорджии в 2009 году, за баскетбольную команду которой он выступал на протяжении 4 сезонов, а затем был приглашён играть за «Нью-Йорк Никс» в летней лиге НБА.
В 2011 году Синглтон подписал контракт с мексиканской командой «Пантерас де Агуаскальентес», за которых принял участие в 7 матчах, проводя на площадке в среднем 21 минуту, набирая при этом 4,3 очка, совершая 5 подборов, 1,9 блок-шотов.
В сезоне 2012/2013 перешёл в сингапурскую команду «Сингапур Слинджерс», за которую провёл 11 игр и набирал 11,8 очков, 10,4 подбора, 3,2 блок-шота в среднем за игру.
Также в карьере Синглотона выступления за японскую команду «Сендай 89», «Аль-Вакра» из Катара и «Индиос де Маягуэс» из Пуэрто-Рико.
В марте 2016 года стал игроком «Сахалина», но в начале апреля, во время тренировки, получил полный разрыв ахилла. Восстановление займет от 6 месяцев до года.

## Достижения
- Чемпион Суперлиги-1 дивизион: 2015/2016